# Swaption
Swaption est la contraction des mots swap et option. Il s'agit d'une option négociée de gré à gré sur un swap : elle donne le droit de contracter un call swaption ou un put swaption, selon les conditions prévues dans le contrat optionnel.
- Une swaption payeur donne le droit de rentrer dans un swap et de payer un taux fixe en échange d'un taux flottant.
- Une swaption receveur donne le droit de rentrer dans un swap et de recevoir un taux fixe en échange d'un taux flottant.

Dans le cas d'un swaption payeur, à maturité, si le taux fixe (le strike) est plus bas que taux d’intérêt du swap, alors la swaption est exercée et l'investisseur choisit soit de rentrer dans le swap (swap settlement) ou de toucher un flux financier (cash settlement).
Dans le cas d'un swaption receveur, à maturité, si le taux fixe (le strike) est plus haut que taux d’intérêt du swap, alors la swaption est exercée et l'investisseur choisit soit de rentrer dans le swap (swap settlement) ou de toucher un flux financier (cash settlement).
La swaption Bermudienne constitue une variante ayant pour particularité le fait que son détenteur peut l’exercer à différentes dates définies à l'avance.  